# 1962–1966
1962–1966 (imenovan tudi The Red Album – Rdeči album) je kompilacijski album angleške rock skupine The Beatles. Izdan je bil 2. aprila 1973, pri založbi Apple. Album vsebuje skladbe, ki so bile posnete med letoma 1962 in 1966. V ZDA je 1962–1966 dosegel tretje mesto na lestvici Billboard. Album je ponovno izšel leta 1993 na zgoščenki.

## Seznam skladb
Vse skladbe sta napisala John Lennon in Paul McCartney.
Disk 1
| Stran 1 | Stran 1                    | Stran 1            | Stran 1 |
| Št.     | Naslov                     | Prvotni album      | Dolžina |
| ------- | -------------------------- | ------------------ | ------- |
| 1.      | „Love Me Do‟               | Please Please Me   | 2:23    |
| 2.      | „Please Please Me‟         | Please Please Me   | 2:03    |
| 3.      | „From Me to You‟           | izdana kot singl   | 1:57    |
| 4.      | „She Loves You‟            | izdana kot singl   | 2:22    |
| 5.      | „I Want to Hold Your Hand‟ | izdana kot singl   | 2:26    |
| 6.      | „All My Loving‟            | With The Beatles   | 2:08    |
| 7.      | „Can't Buy Me Love‟        | A Hard Day's Night | 2:13    |

| Stran 2 | Stran 2              | Stran 2            | Stran 2 |
| Št.     | Naslov               | Prvotni album      | Dolžina |
| ------- | -------------------- | ------------------ | ------- |
| 1.      | „A Hard Day's Night‟ | A Hard Day's Night | 2:34    |
| 2.      | „And I Love Her‟     | A Hard Day's Night | 2:31    |
| 3.      | „Eight Days a Week‟  | Beatles for Sale   | 2:45    |
| 4.      | „I Feel Fine‟        | izdana kot singl   | 2:19    |
| 5.      | „Ticket to Ride‟     | Help!              | 3:10    |
| 6.      | „Yesterday‟          | Help!              | 2:05    |

Disk 2
| Stran 1 | Stran 1                                | Stran 1          | Stran 1 |
| Št.     | Naslov                                 | Prvotni album    | Dolžina |
| ------- | -------------------------------------- | ---------------- | ------- |
| 1.      | „Help!‟                                | Help!            | 2:19    |
| 2.      | „You've Got to Hide Your Love Away‟    | Help!            | 2:11    |
| 3.      | „We Can Work It Out‟                   | izdana kot singl | 2:16    |
| 4.      | „Day Tripper‟                          | izdana kot singl | 2:49    |
| 5.      | „Drive My Car‟                         | Rubber Soul      | 2:27    |
| 6.      | „Norwegian Wood (This Bird Has Flown)‟ | Rubber Soul      | 2:05    |

| Stran 2 | Stran 2            | Stran 2          | Stran 2 |
| Št.     | Naslov             | Prvotni album    | Dolžina |
| ------- | ------------------ | ---------------- | ------- |
| 1.      | „Nowhere Man‟      | Rubber Soul      | 2:44    |
| 2.      | „Michelle‟         | Rubber Soul      | 2:42    |
| 3.      | „In My Life‟       | Rubber Soul      | 2:27    |
| 4.      | „Girl‟             | Rubber Soul      | 2:31    |
| 5.      | „Paperback Writer‟ | izdana kot singl | 2:31    |
| 6.      | „Eleanor Rigby‟    | Revolver         | 2:08    |
| 7.      | „Yellow Submarine‟ | Revolver         | 2:37    |

## Zasedba
The Beatles
- John Lennon – vokal, kitara, klaviature, tolkala
- Paul McCartney – vokal, bas kitara, kitara, klaviature
- George Harrison – vokal, kitara, bas kitara, tolkala
- Ringo Starr – bobni, tolkala, vokal